# Renata Przemyk
Renata Janina Przemyk (Bielsko-Biała, 10 febbraio 1966) è una cantante polacca.

## Biografia
Renata Przemyk ha iniziato la sua carriera partecipando a festival musicali e facendo brevemente parte del gruppo di musica folk e rock Ya Hozna. Dal 1990 canta come solista. Ha pubblicato quindici dischi; il suo migliore piazzamento nella classifica polacca è l'album Panienki z temperamentem, in collaborazione con Kayah, che ha raggiunto la 10ª posizione nel 2010, mentre ha ricevuto il suo primo disco d'oro grazie a Odjazd del 2009, che ha venduto più di 15 000 copie a livello nazionale.
Nel 2008 ha debuttato come attrice teatrale nel ruolo di Hortensia nell'opera Terapia Jonasza di Jacek Bończyk al teatro Rozrywki di Chorzów; l'anno successivo ha recitato in Tramwaj zwany pożądaniem di Dariusz Starczewski.

## Discografia

### Album in studio
- 1992 – Mało zdolna szansonistka
- 1994 – Tylko kobieta
- 1996 – Andergrant
- 1999 – Hormon
- 2001 – Blizna
- 2002 – Balladyna
- 2006 – Unikat
- 2009 – Odjazd
- 2010 – Panienki z temperamentem (con Kayah)
- 2014 – Rzeźba dnia
- 2017 – Boogie Street

### Album live
- 2013 – Renata Przemyk w Trójce

### Raccolte
- 2003 – The Best of Renata Przemyk
- 2011 – Gwiazdy XX wieku. Renata Przemyk największe przeboje
- 2012 – Renata Przemyk Akustik Trio

### Singoli
- 1994 – Ten taniec
- 1994 – Ostatni z zielonych
- 1995 – Przejdę skoro wiem
- 1996 – Zero (odkochaj nas)
- 1996 – Zmrok
- 1996 – Bo jeśli tak ma być
- 1996 – Aż po grób
- 1999 – Nie mam żalu
- 1999 – Zazdrosna
- 1999 – Nie spaceruję nago
- 2001 – Własny pokój
- 2001 – Drzewo
- 2002 – Łatwo uwierzyć
- 2003 – Kochana (con Katarzyna Nosowska)
- 2006 – Zona
- 2006 – Lullaby
- 2009 – Odjazd
- 2010 – To, że jesteś
- 2014 – Kłamiesz
- 2017 – Na pocałunków dnie/A Thousand Kisses Deep

### Collaborazioni
- 1998 – Zapach (Hedone feat. Renata Przemyk)
- 2008 – Nic nie pachnie jak ty (Plateau feat. Renata Przemyk)
- 2009 – Piosenka Hortensji (Jacek Bończyk & Zbigniew Krzywański feat. Renata Przemyk)